# Nu Ursae Majoris
Nu Ursae Majoris (Alula Borealis, 54 Ursae Majoris) é uma estrela na direção da constelação de Ursa Major. Possui uma ascensão reta de 11h 18m 28.76s e uma declinação de +33° 05′ 39.3″. Sua magnitude aparente é igual a 3.49. Considerando sua distância de 421 anos-luz em relação à Terra, sua magnitude absoluta é igual a −2.07. Pertence à classe espectral K3III SB.